# Kata (rivière)
La Kata (en russe : Ката) est une rivière de Russie qui coule dans l'oblast d'Irkoutsk en Sibérie orientale. C'est un affluent de l'Angara en rive droite donc un sous-affluent de l'Ienisseï.

## Géographie
Le bassin versant de la Kata a une superficie de 8 000 km2 (surface de taille plus ou moins équivalente à celle d'un gros département français). Son débit moyen à la confluence est de 46 m3/s.
La Kata naît dans les hauteurs situées au nord du cours de l'Angara, dans la partie nord-ouest de l'Oblast d'Irkoutsk, à peu de distance au nord-est de la source du Tchadobets. La rivière coule dans une région de moyenne montagne recouverte par la taïga. Son parcours très sinueux est caractérisé par plusieurs changements d'orientation et de nombreux méandres : vers le sud-est d'abord, puis le sud-ouest, le nord-ouest et enfin l'ouest. La Kata reçoit des deux côtés une série de petits ruisseaux et de moyennes rivières tout au long de son parcours, le plus important affluent étant la Poliva venue du sud. Elle traverse des régions fort peu habitées et peu hospitalières. En hiver, il y fait glacial, la température pouvant descendre sous les −50 °C. En été au contraire, elle peut dépasser 35 °C. La Kata finit par se jeter dans l'Angara en rive droite, peu après avoir baigné la localité de Kata, là où l'Angara effectue son grand coude en direction de l'ouest.
La Kata est habituellement prise par les glaces depuis la deuxième quinzaine d'octobre ou la première quinzaine de novembre, jusqu'à la fin du mois d'avril ou au début du mois de mai. 

## Hydrométrie - Les débits mensuels à Kata
Le débit de la Kata a été observé pendant 12 ans (allant de 1976 à 1987) à Kata, petite localité située à 6 kilomètres de sa confluence avec l'Angara. 
Le débit inter annuel moyen ou module observé à Kata sur cette période était de 46,1 m3/s pour une surface de drainage de 7 950 km2, soit plus de 99 % du bassin versant de la rivière qui en compte plus ou moins 8 000. La lame d'eau écoulée dans ce bassin versant se monte ainsi à 183 millimètres par an, ce qui peut être considéré comme satisfaisant et correspond aux mesures effectuées sur d'autres cours d'eau de cette région. 
Rivière alimentée essentiellement par la fonte des neiges, la Kata est un cours d'eau de régime nival. 
Les hautes eaux se déroulent au printemps, au mois de mai avant tout, mais aussi en juin, ce qui correspond au dégel et à la fonte des neiges. En juin puis en juillet, le débit baisse très rapidement, et cette baisse se poursuit mais à un rythme moindre tout au long du reste de l'été, puis de l'automne. En novembre le débit chute à nouveau, ce qui constitue le début de la période des basses eaux, laquelle a lieu de novembre à avril inclus. Cette longue saison de basses eaux correspond aux importantes gelées qui envahissent toute la Sibérie. 
Le débit moyen mensuel observé en février (minimum d'étiage) est de 8,15 m3/s, soit moins de 3 % du débit moyen du mois de mai (289 m3/s), ce qui montre des variations saisonnières fort importantes, comme presque partout en Sibérie moyenne et orientale. Sur la durée d'observation de 12 ans, le débit mensuel minimal a été de 5,19 m3/s en février 1987, tandis que le débit mensuel maximal s'élevait à 403 m3/s en mai 1982. 
En ce qui concerne la période estivale, libre de glaces (de juin à septembre inclus), le débit mensuel minimal observé a été de 15,8 m3/s en septembre 1980, ce qui restait bien abondant. 